# Laurent Nkunda
Laurent Nkundabatware of Laurent Nkunda Batware, beter bekend als Laurent Nkunda (2 februari 1967), is een voormalig generaal van het leger van de Democratische Republiek Congo en was de leider van de uit Tutsi bestaande rebellenmilitie CNDP die tot 2008 actief was in de provincie Noord-Kivoe van de Democratische Republiek Congo. In januari 2009 is hij in Rwanda gearresteerd bij een gezamenlijke actie van de legers van Congo en Rwanda.

## Biografie

### Rwandese Genocide 1994
Tijdens de Rwandese Genocide ging de voormalig student psychologie naar Rwanda. Hij werd lid van het Rwandees Patriottisch Front om tegen de Hutu-regering te vechten.

### Eerste Congo-oorlog 1996-1997
Na de Rwandese Genocide keerde Nkunda terug naar de Democratische Republiek Congo om voor Laurent-Désiré Kabila te vechten die streed tegen dictator Mobutu Sese Seko. Deze strijd werd gewonnen door Kabila, die in 1997 president werd en dat bleef totdat hij in 2001 vermoord werd.

### Tweede Congo-oorlog 1998–2003
Aan het begin van de Tweede Congo-oorlog sloot Nkunda zich aan bij de Rassemblement Congolais pour la Démocratie (RCD). Hij werd een hoge officier, maar had, net als alle andere RCD-militairen, geen rang. Alle officieren werden 'commandant' genoemd. Hij vocht aan de kant van de Rwandese, Oegandese en Burundese strijdkrachten.

### Nieuwe rebellie in 2004-2008 en arrestatie
Toen de oorlog officieel ten einde was in 2003, kregen de RCD-commandanten een rang in het Congolese leger toegewezen. Nkunda werd benoemd tot generaal. Hij weigerde echter naar Kinshasa te vertrekken toen hem dat werd opgedragen en trok zich met een aantal RCD-Goma-troepen terug in de Masisi-wouden in Noord-Kivoe waar hij een rebellie begon tegen de Congolese regering van Joseph Kabila, die president geworden was na de moord op zijn vader in januari 2001. Als Tutsi pretendeerde hij de belangen te verdedigen van de Tutsi-minderheid in Oost-Congo. Deze staat voortdurend bloot aan aanvallen door Hutu's. Rwandese Hutu`s die na hun aandeel in de Rwandese Genocide uit Rwanda zijn gevlucht zijn in oostelijk Congo actief in de Democratische Strijdkrachten voor de Bevrijding van Rwanda (Forces Démocratiques de Libération du Rwanda, FDLR).
Rond augustus 2007 beheerste Nkunda een gebied ten noorden van het Kivoemeer in de gebieden Masisi en Rutshuru. Hier had hij zijn hoofdkwartier. Hij richtte een politieke organisatie op onder de naam "Congrès National pour la Défense du Peuple" (CNDP) (Nationaal Congres voor de Verdediging van het Volk).
In oktober 2008 rukte hij op naar de stad Goma, en het Congolese leger beweerde dat hij daarbij hulp kreeg van Rwanda.
Op 22 januari 2009 werd Nkunda gearresteerd in Rwanda toen hij naar dit land vluchtte in een poging te ontsnappen aan een gezamenlijke actie van het Congolese en Rwandese leger. Hij was mogelijk bij Rwanda in ongenade gevallen nadat Congo en Rwanda een overeenkomst hadden gesloten. Vermoed wordt dat Congo gedoogt dat Rwanda op Congolees grondgebied optreedt tegen de FDLR op voorwaarde dat Rwanda een eind maakte aan de dreiging door Nkunda.
Op 26 maart 2010 besliste het Opperste Gerechtshof van Rwanda dat Nkunda slechts door een militaire krijgsraad berecht kon worden, omdat hij door militairen gearresteerd was. De verdediging had vergeefs gevraagd Nkunda`s detentie onwettig te verklaren. Nadien is lange tijd officieel niets over hem bekendgemaakt. Maar volgens sommige bronnen zou Rwanda gedogen dat hij opnieuw een leidende rol speelt bij milities in de Congolese provincie Noord-Kivoe die daar trachten zich de vele bodemschatten eigen te maken.